# سيندي وليامز
سيندي وليامز (بالإنجليزية: Cindy Williams)‏ هي منتجة أفلام وممثلة أمريكية، ولدت في 22 أغسطس 1947 في الولايات المتحدة. بدأت مشوارها المهني سنة 1970.

## أعمال

### أفلام
- (1972) رحلات مع عمتي[7][8]
- (1973) زخرفة أمريكية[9][10][11]
- (1974) المحادثة

### مسلسلات
- لافيرن وشيرلي

## وصلات خارجية
- سيندي وليامز على موقع IMDb (الإنجليزية)
- سيندي وليامز على موقع روتن توميتوز (الإنجليزية)
- سيندي وليامز على موقع ألو سيني (الفرنسية)
- سيندي وليامز على موقع ميوزك برينز (الإنجليزية)
- سيندي وليامز على موقع أول موفي (الإنجليزية)
- سيندي وليامز على موقع قاعدة بيانات برودواي على الإنترنت (الإنجليزية)
- سيندي وليامز على موقع قاعدة بيانات الأفلام السويدية (السويدية)
- سيندي وليامز على موقع إن إن دي بي (الإنجليزية)
- سيندي وليامز على موقع قاعدة بيانات الفيلم (الإنجليزية)
- سيندي وليامز على موقع كينوبويسك (الروسية)